# Witwenblumen
Die Witwenblumen, auch Knautien oder Knopfblumen, (Knautia) sind eine Pflanzengattung in der Unterfamilie der Kardengewächse (Dipsacoideae).

## Beschreibung

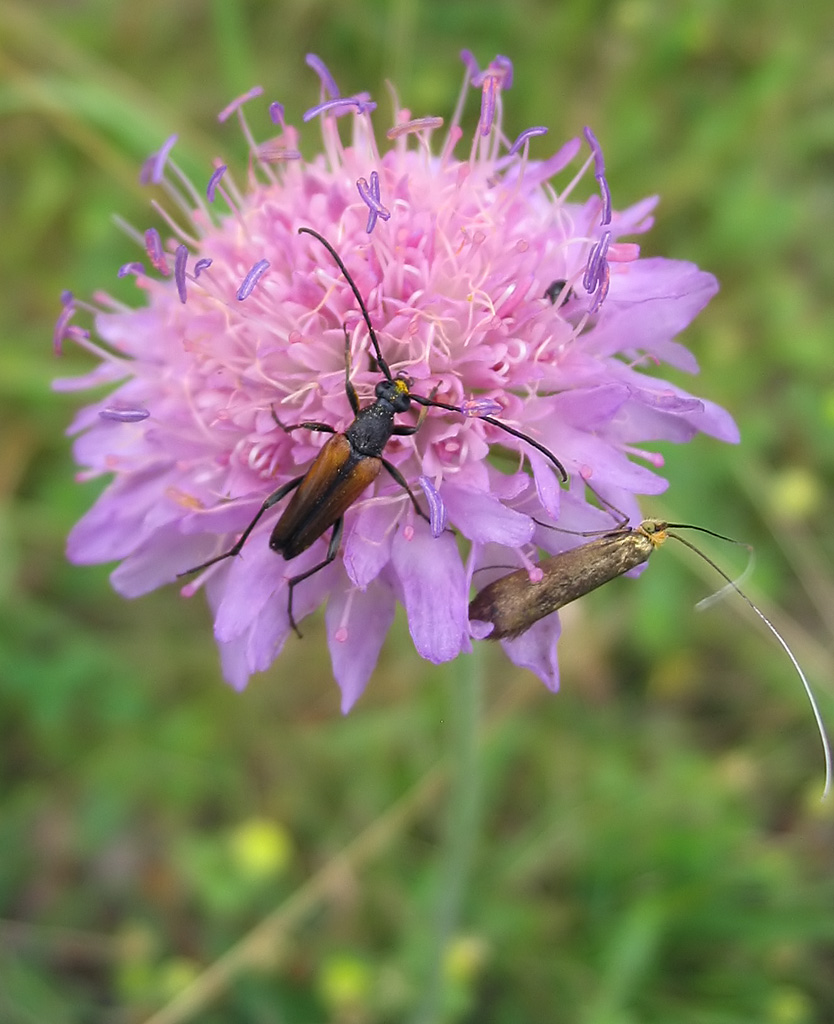
Blütenstand der Acker-Witwenblume (Knautia arvensis)

### Vegetative Merkmale
Die Witwenblumen-Arten sind einjährige bis ausdauernde krautige Pflanzen. Die Stängel sind nicht kantig und besitzen keine Stacheln.
Die gegenständig angeordneten Laubblätter sind ungeteilt bis gefiedert.

### Generative Merkmale
Die Blüten stehen in verbreiterten und lang gestielten Köpfchen. Diese sind zwittrig oder weiblich und besitzen häufig mehrere Reihen Hüllblätter. Der Köpfchenboden ist ohne Spreublätter, ist aber haarig. Der Außenkelch der Blüte ist klein und undeutlich gezähnt. Der Kelch trägt 8 bis 16 Borsten oder Zähne und ist mehr oder weniger gestielt. An der ungleich vierzipfeligen Krone lässt sich die Gattung von den ähnlichen, aber fünfzipfeligen Skabiosen unterscheiden. Die Blütenkrone ist blauviolett, purpurfarben oder gelblich-weiß. Die Randblüten sind häufig „strahlend“.
Die Früchte sind nussartige, einsamige Schließfrüchte. Sie sind abgeflacht und vierkantig und besitzen ein Elaiosom.

## Ökologie
Die Bestäubung erfolgt durch Bienen und Schmetterlinge. Die Blüten sind vormännlich (proterandrisch).
Die Ausbreitung der Diasporen, es sind die Früchte, erfolgt durch Ameisen.

## Systematik und Verbreitung

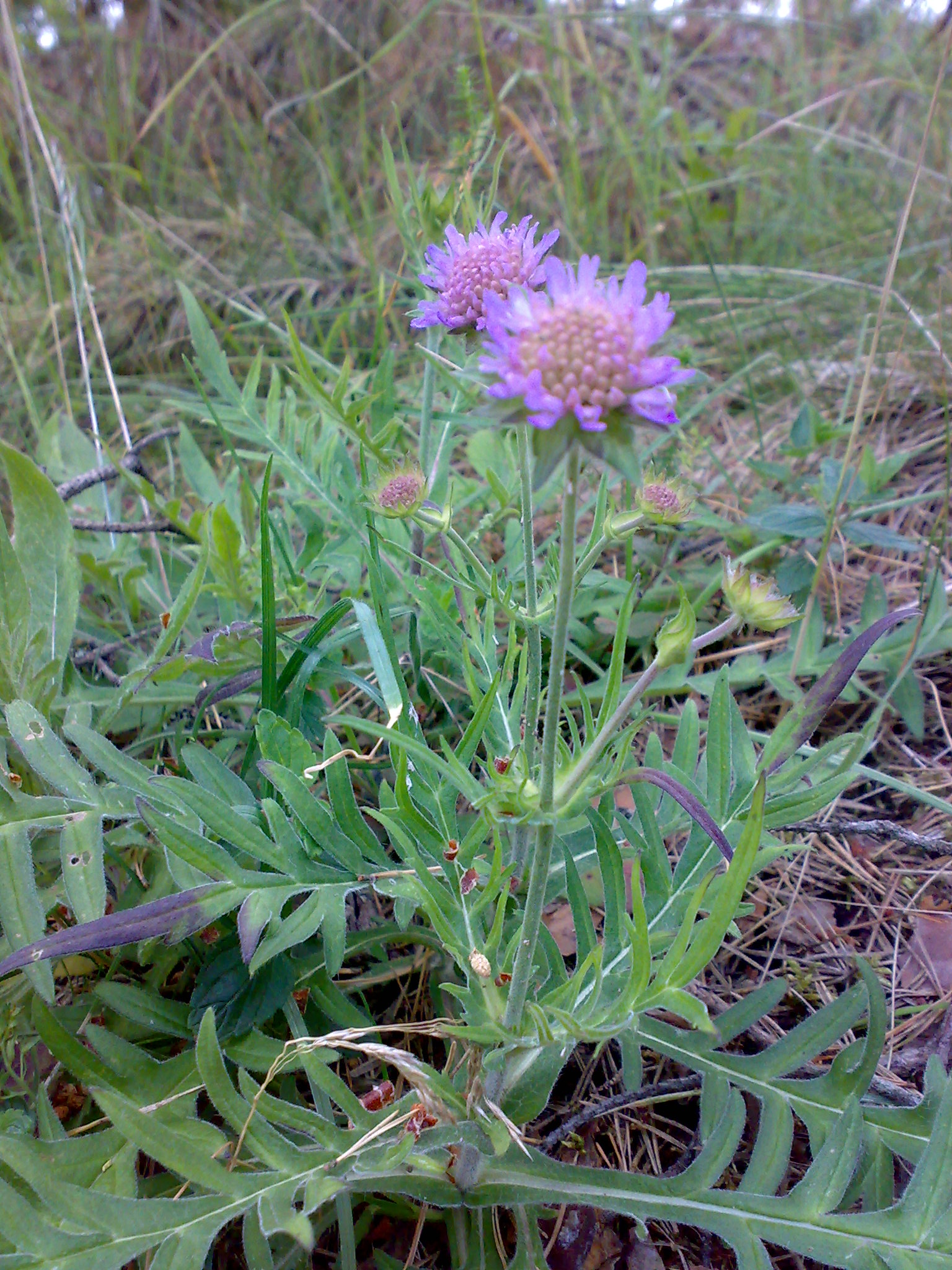
Acker-Witwenblume (Knautia arvensis)

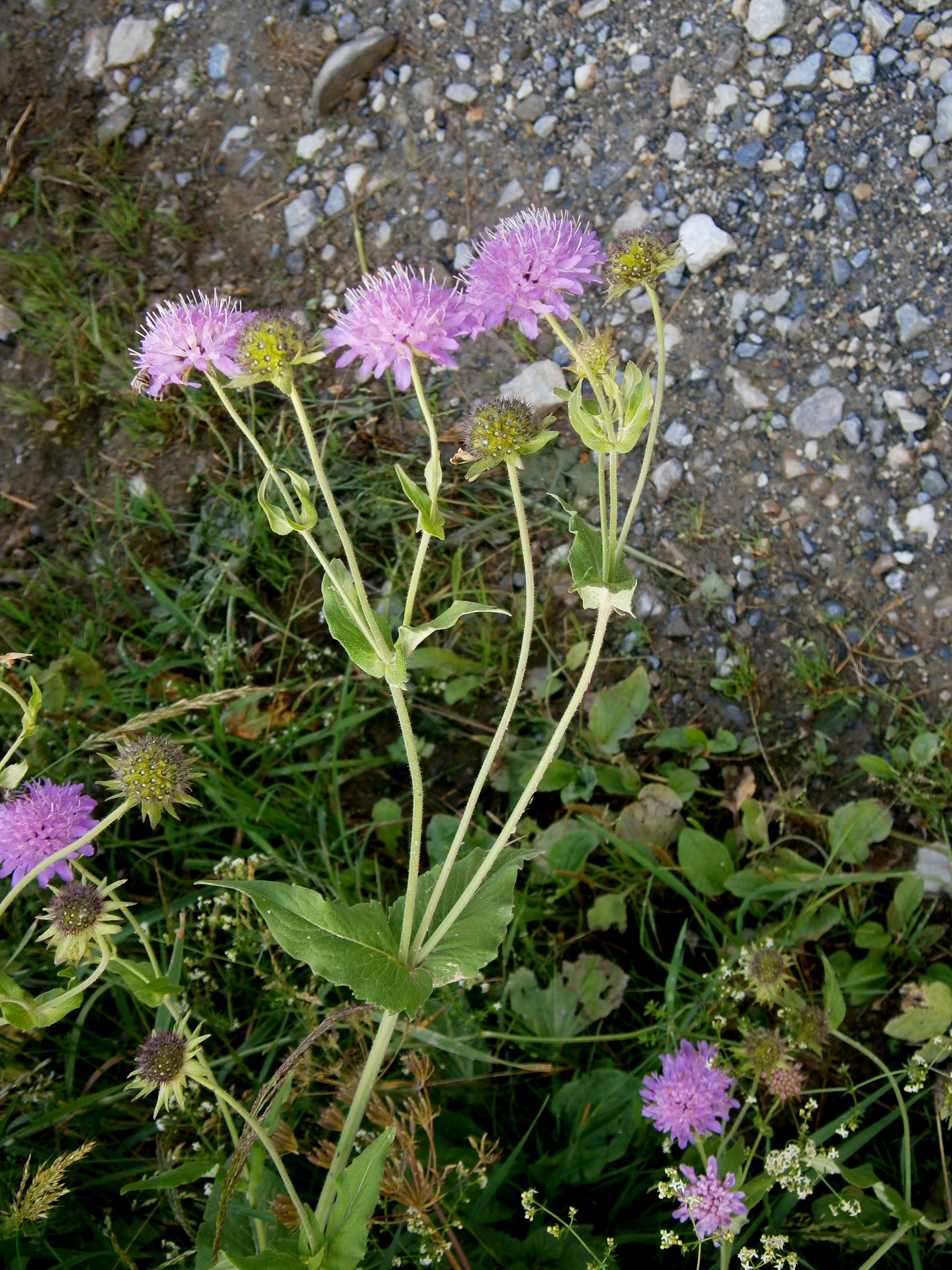
Wald-Witwenblume (Knautia dipsacifolia)

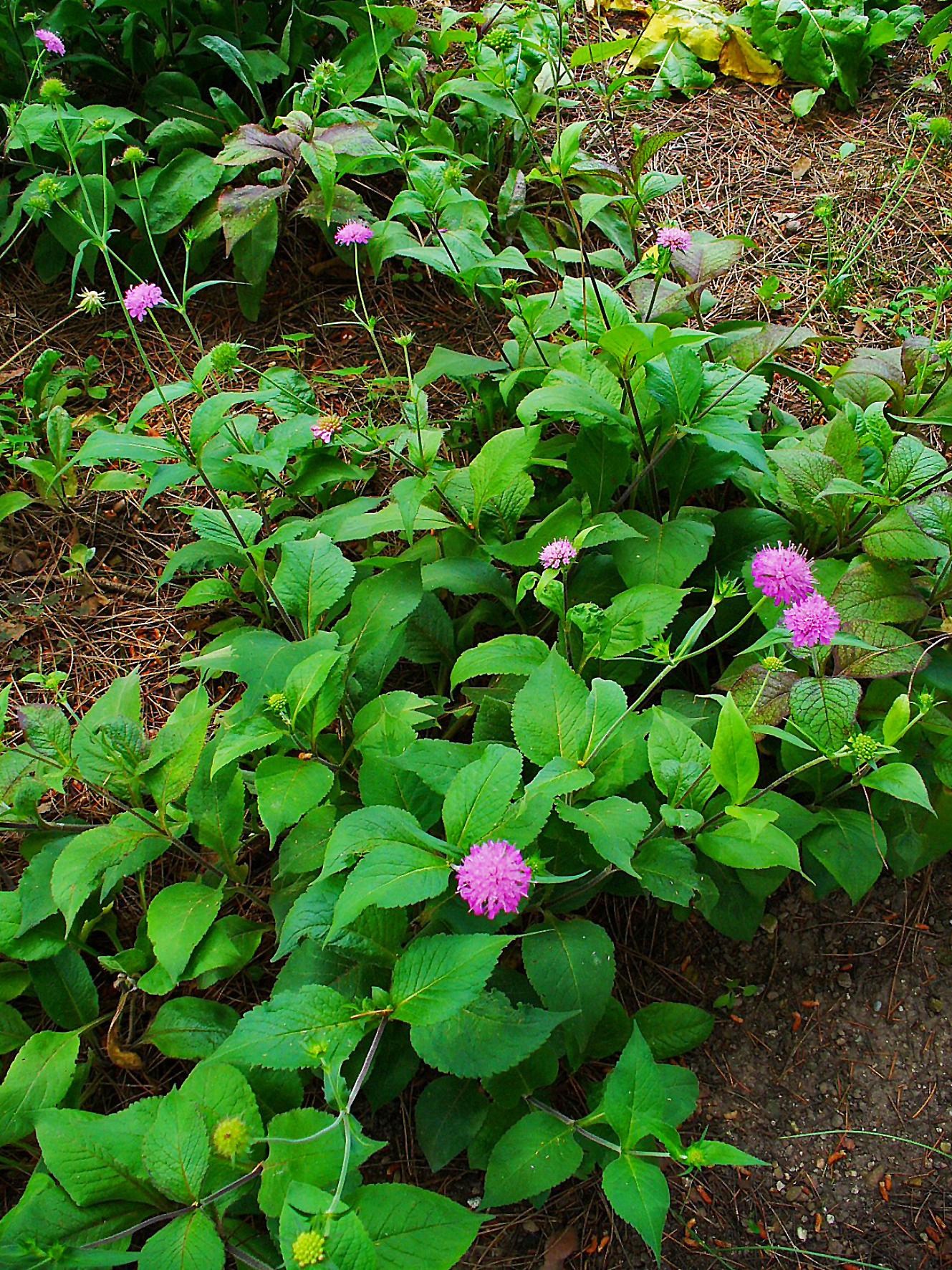
Ungarische Witwenblume (Knautia drymeia)

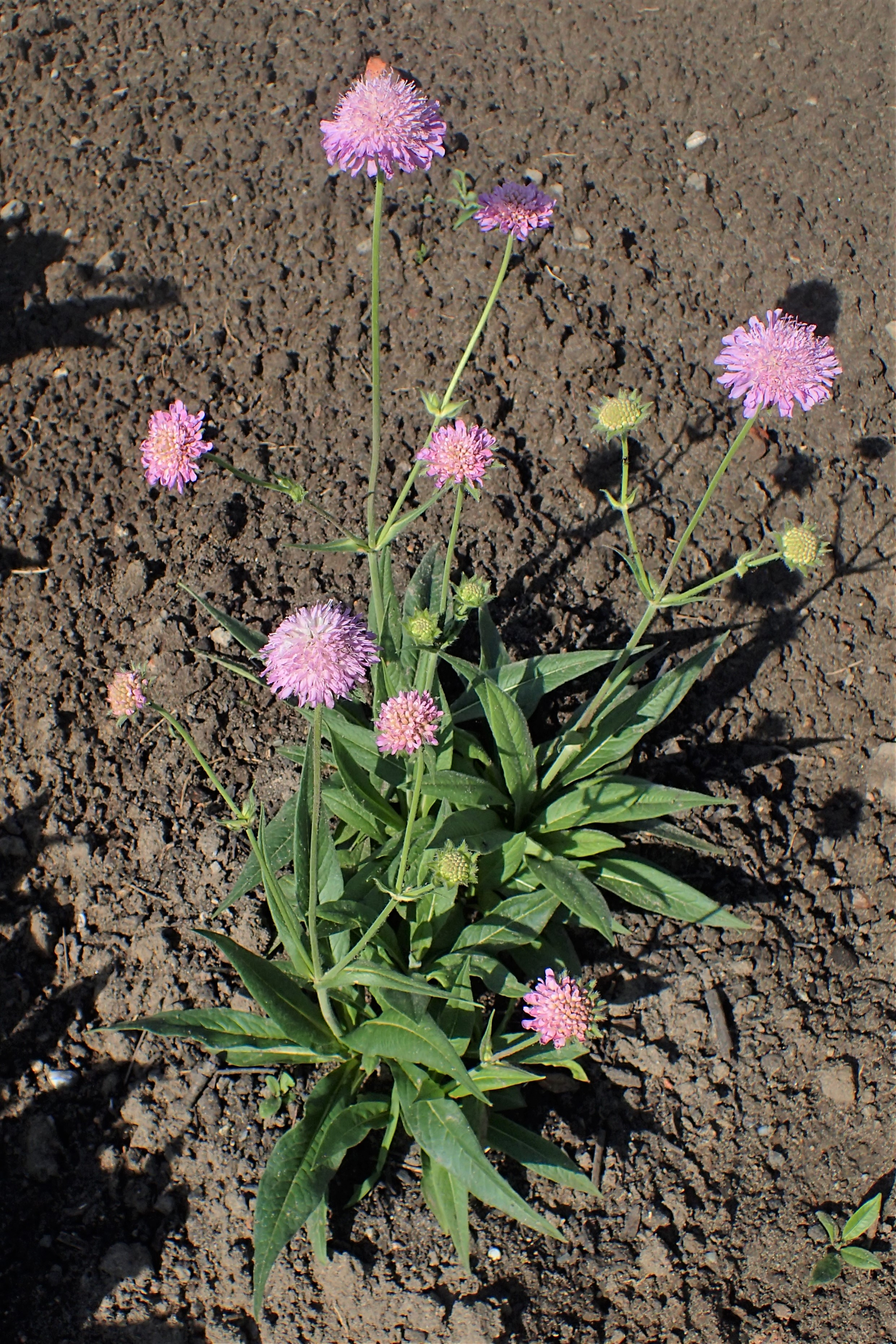
Langblatt-Witwenblume (Knautia longifolia)

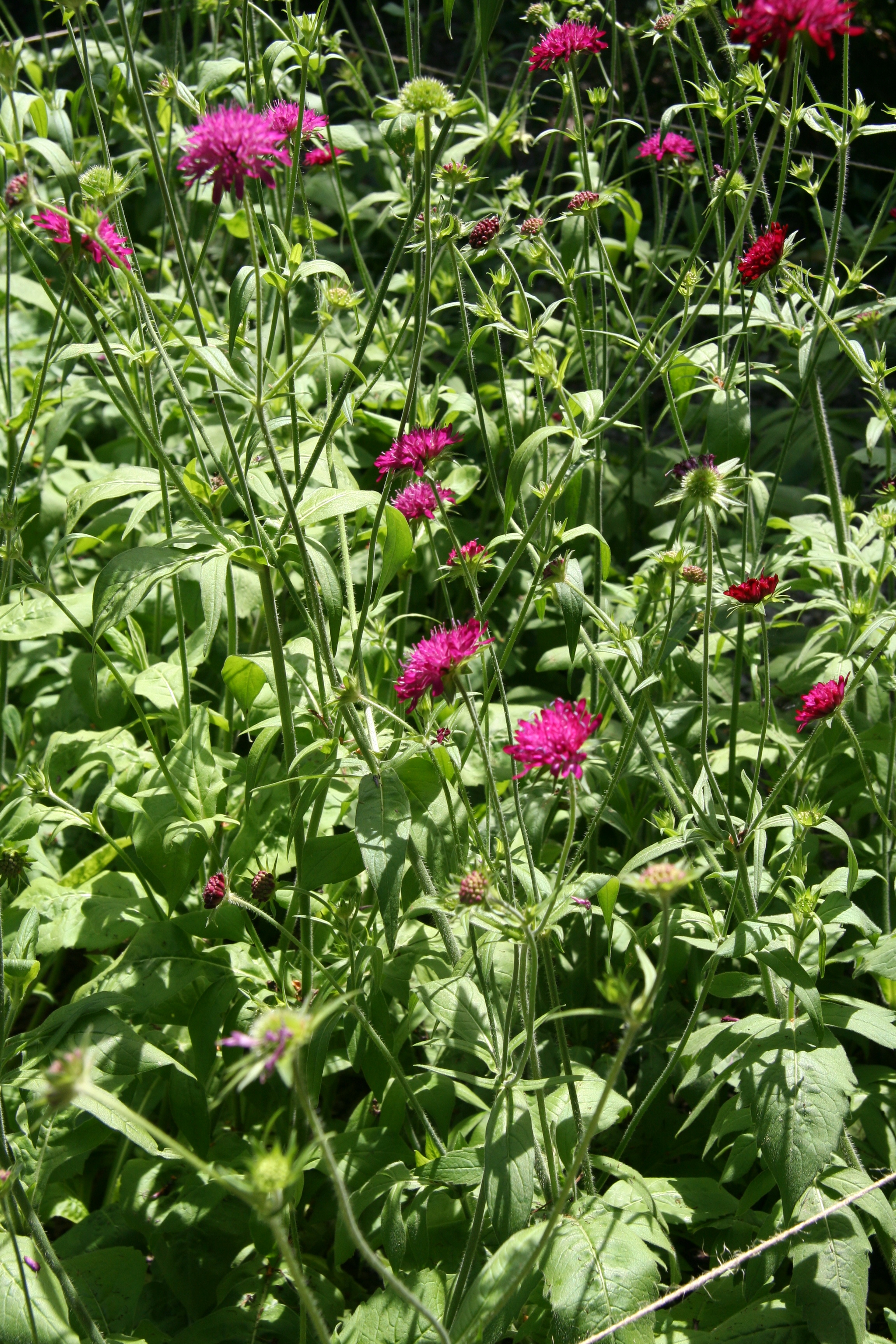
Rote Witwenblume (Knautia macedonica)

Die Gattung Knautia wurde 1753 von Carl von Linné in Species Plantarum, Tomus I, S. 101 aufgestellt. Der Gattungsname Knautia ehrt den deutschen Arzt und Botaniker Christian Knaut (1656–1716) oder es ist auch sein Bruder Christoph (1638–1694) mitgeehrt. Christian Knaut teilte schon die Blütenpflanzen nach der Zahl und Anordnung der Blütenblätter ein. Ein Synonym für Knautia L. ist Trichera Schrad. ex Roem. & Schult.
Die Gattung Knautia ist systematisch schwierig. Sie bildet einen Polyploidie-Komplex, wobei die Sippenneubildung noch nicht beendet ist. Häufig treten auch Hybriden auf. Es gibt etwa 60 Arten, von denen 48 auch in Europa vorkommen.
Die Gattung Knautia hat ihren Schwerpunkt in Europa und im Mittelmeerraum. Sie kommt auch in Südwestasien und in Westafrika vor.
In Mitteleuropa kommen folgende Arten vor:
- Acker-Witwenblume (Knautia arvensis (L.) Coult.): Das Verbreitungsgebiet umfasst Europa, den Mittelmeerraum und Asien.
- Monte-Baldo-Witwenblume (Knautia baldensis A.Kern. ex Borb.): Dieser Endemit kommt nur im Gebiet des Gardasees vor.
- Kärnten-Witwenblume (Knautia carinthiaca Ehrend.): Dieser Endemit kommt in Kärnten nur im Görtschitztal zwischen Eberstein und Launsdorf vor.
- Wald-Witwenblume (Knautia dipsacifolia Kreutzer, Syn. Knautia maxima(Opiz) Ortmann[6]): Das Verbreitungsgebiet umfasst die Berggebiete Mitteleuropas.
- Ungarische Witwenblume (Knautia drymeia Heuff.): Sie kommt in Mittel- und Südosteuropa sowie in der Slowakei und in Norditalien vor.[2]
- Knautia fleischmannii (Rchb.) Pacher: Sie kommt nur in Slowenien vor.[2]
- Jura-Witwenblume (Knautia godetii Reut.): Sie kommt nur in Spanien, Frankreich und im Schweizer Jura vor.[2]
- Gelbe Witwenblume oder Kitaibel-Witwenblume (Knautia kitaibelii (Schult.) Borb.): Sie kommt im südöstlichen Mitteleuropa vor.
- Langblatt-Witwenblume (Knautia longifolia (Waldst. & Kit.) W.D.J.Koch): Sie kommt nur in den Süd- und Ostalpen, in den Karpaten und auf der Balkanhalbinsel vor.[2]
- Rote Witwenblume (Knautia macedonica Griseb.): Sie kommt auf der Balkan-Halbinsel, in Serbien, Rumänien und im europäischen Teil der Türkei vor.[2]
- Norische Witwenblume (Knautia norica Ehrend.): Dieser Endemit kommt nur in der Obersteiermark und Kärnten vor.
- Knautia persicina A. Kern.: Dieser Endemit kommt nur in den italienischen Südalpen östlich des Gardasees vor.[2]
- Purpur-Witwenblume (Knautia purpurea (Vill.) Borb.): Sie kommt in Spanien, in Italien, in Frankreich und in der Schweiz vor.
- Südalpen-Witwenblume (Knautia transalpina (Christ) Briq.): Dieser Endemit kommt nur in den Südalpen in der Schweiz und in Italien vor.
- Knautia velutina Briq.: Dieser Endemit kommt nur in den italienischen Südalpen vor.

Darüber hinaus kommen in Europa weitere Arten vor (hier eine Auswahl):
- Knautia adriatica Ehrend.: Dieser Endemit kommt nur in Kroatien vor.[2]
- Knautia albanica Briq.: Sie kommt in Albanien, in Griechenland und im früheren Jugoslawien vor.
- Knautia ambigua Boiss. & Orph.: Sie kommt in Serbien, Bulgarien und Griechenland vor.[2]
- Knautia arvernensis (Briq.) Szabó: Sie kommt in Portugal, Spanien und Frankreich vor.[2]
- Knautia basaltica Chass. & Szabó: Sie kommt in Frankreich vor.[2]
- Knautia byzantina R.M. Fritsch: Sie kommt in Bulgarien und in der europäischen Türkei vor.[2]
- Knautia caroli-rechingeri Micevski: Sie kommt in früheren Jugoslawien vor.[2]
- Knautia dalmatica G.Beck: Dieser Endemit kommt nur in der Nähe von Split in Kroatien vor.[2]
- Knautia degenii Borbás: Sie kommt in Bulgarien, Griechenland, im früheren Jugoslawien und in der Türkei vor.[2]
- Knautia gussonei Szabó: Sie kommt in Italien vor.[2]
- Knautia illyrica G.Beck: Sie kommt in Italien, Kroatien, Slowenien und Albanien vor.[2]
- Knautia integrifolia (L.) Bertol.: Sie kommt in Südeuropa, Südosteuropa und Vorderasien vor.[2]
- Knautia lucana Lacaita & Szabó: Sie kommt in Italien vor.[2]
- Knautia macedonica Griseb.: Sie kommt im südöstlichen Rumänien und auf der Balkanhalbinsel vor.[8]
- Knautia magnifica Boiss. & Orph.: Sie kommt in Serbien, Albanien und Griechenland vor.[2]
- Knautia midzorensis Formánek: Sie kommt in Serbien, Albanien, Bulgarien und Griechenland vor.[2]
- Knautia mollis Jord.: Dieser Endemit kommt nur in den Südwestalpen in Frankreich und Italien vor.[2]
- Knautia nevadensis (M.Winkler ex Szabó) Szabó: Sie kommt nur in Spanien und Portugal vor.[2]
- Knautia orientalis L.: Sie kommt in Albanien, Bulgarien, Griechenland, in der europäischen und in der asiatischen Türkei, in Georgien und im Kaukasusraum vor.[2]
- Knautia pectinata Ehrend.: Dieser Endemit kommt nur in Kroatien vor.[2]
- Knautia ressmannii (Pacher) Briq.: Sie kommt in Italien vor.[2]
- Knautia sarajevensis (Beck) Szabó: Sie kommt in Serbien und in Kroatien vor.[2]
- Knautia subscaposa Boiss. & Reut.: Sie kommt in Marokko, Algerien, Spanien und Portugal vor.[2]
- Knautia velebitica Szabó: Dieser Endemit kommt nur in Kroatien vor.[2]
- Knautia visianii Szabó: Sie kommt in Kroatien und in Albanien vor.[2]

## Philatelistisches
Mit dem Erstausgabetag 6. August 2020 gab die Deutsche Post AG in der Serie „Blumen“ ein Postwertzeichen im Nennwert von 200 Eurocent mit dem Bild der Knautia macedonica heraus. Der Entwurf stammt von den Grafikern  Stefan Klein und Olaf Neumann aus Iserlohn.